# Cilleruelo de Abajo
Cilleruelo de Abajo település Spanyolországban, Burgos tartományban. Cilleruelo de Abajo Santibáñez de Esgueva, Cabañes de Esgueva, Sotillo de la Ribera, Torresandino, Lerma és Fontioso községekkel határos. Lakosainak száma 209 fő (2024).

## Népesség
A település népessége az utóbbi években az alábbiak szerint változott:
| Lakosok száma | 314  | 298  | 292  | 282  | 277  | 255  | 235  | 218  | 218  | 209  |
|               | 2001 | 2004 | 2006 | 2009 | 2011 | 2014 | 2016 | 2019 | 2021 | 2024 |